# Loch an Eilein (sjö i Storbritannien, Argyll and Bute)
Loch an Eilein är en sjö i Storbritannien.   Den ligger i kommunen Argyll and Bute och riksdelen Skottland, i den nordvästra delen av landet, 700 km nordväst om huvudstaden London. Loch an Eilein ligger 8 meter över havet. Den ligger på ön Tiree.